# Détective K (série de films)

Détective K (조선명탐정, Joseon Myeongtamjeong) est une série de comédies policières sud-coréennes produites par le studio Generation Blue Films d'après les romans de Kim Takhwan. Elles suivent les enquêtes de Kim Min (« détective K ») et de son acolyte Han Seo-pil dans les années 1790 en Corée durant la période Joseon. Tous les films ont été réalisés par Kim Sok-yun et écrits ou co-écrits par Lee Nam-gyu. Ils sont pour l'instant toujours sortis durant les vacances de Seollal (nouvel an lunaire).
En Corée du Sud, il est appelé « détective Joseon », ce que l'on pourrait traduire en français par « détective du Moyen Âge » ou « détective d'autrefois » (la période Joseon s'étalant de 1392 à 1897).
Cinématographiquement, ses équivalents chez ses voisins sont Détective Dee en Chine et Zenigata Heiji au Japon.

## Série
| Titre international                           | Titre coréen                                                                 | Date de sortie  | Réalisateur | Entrées   |
| --------------------------------------------- | ---------------------------------------------------------------------------- | --------------- | ----------- | --------- |
| Détective K : Le Secret de la veuve vertueuse | 조선명탐정: 각시투구꽃의 비밀 Joseon Myeongtamjeong: Gakshituku Ggotui Bimil | 27 janvier 2011 | Kim Sok-yun | 4 786 259 |
| Détective K : Le Secret de l'île perdue       | 조선명탐정: 사라진 놉의 딸 Joseon Myeongtamjeong: Sarajin Nobeui Ddal        | 11 février 2015 | Kim Sok-yun | 3 872 025 |
| Détective K : Le Secret des morts-vivants     | 조선명탐정: 흡혈괴마의 비밀 Joseon Myeongtamjeong: Heupyeolgoemaui Bimil     | 8 février 2018  | Kim Sok-yun | 2 444 136 |

La série de films met en scène les acteurs Kim Myung-min et Oh Dal-soo.

## Films

### Le Secret de la veuve vertueuse
En 1793, 17 après l'ascension de Jeongjo sur le trône de Joseon, une série de meurtres a lieu. Le roi estime qu'ils sont peut-être être le fruit d'une conspiration de la part de responsables gouvernementaux pour détourner les paiements des tributaires et confie secrètement au détective K la tâche de découvrir qui est derrière ces meurtres.

### Le Secret de l'île perdue
En 1795, le roi confie au détective Kim Min et à son acolyte Seo-pil la tâche de démanteler un réseau de contrefaçon d'argent qui menace l'économie du pays. Après une infiltration ratée, il est banni sur une île où ses seuls visiteurs sont son vieux complice et une petite fille nommée Da-Hae qui vient tous les jours pour lui demander de retrouver sa sœur, disparue dans d'étranges circonstances. Elle disparaît à sa tour tandis que des cadavres de jeunes filles sont retrouvés sur le rivage. Le tout semble directement lié à ce trafic de fausse monnaie,.

### Le Secret des morts-vivants
Kim Min soupçonne que des vampires existent en Corée et recherche des informations. Un jour, il lui est demandé d'enquêter sur un cas de meurtres en série sur l'île de Kanghwa où on a découvert des corps calcinés avec de mystérieuses marques de morsures. Sur place, Kim Min et son partenaire Seo-pil rencontre une femme magnifique douée d'une force incroyable. Kim Min pense qu'elle est impliquée dans cette affaire mais la femme lui affirme avoir perdu la mémoire et ne même pas se souvenir de son nom. Kim Min se sert alors de sa force pour son enquête. Après la découverte d'un indice laissé sur un cadavre, ils essaient de déterminer qui sera la prochaine cible.